# Об (Орн)
Об (фр. Aube) насеље је и општина у северној Француској у региону Доња Нормандија, у департману Орн која припада префектури Мортањ о Перш.
По подацима из 2011. године у општини је живело 1379 становника, а густина насељености је износила 240,24 становника/km². Општина се простире на површини од 5,74 km². Налази се на средњој надморској висини од 214 метара (максималној 267 m, а минималној 210 m).

## Демографија
| 1962. | 1968. | 1975. | 1982. | 1990. | 1999. | 2011. |
| ----- | ----- | ----- | ----- | ----- | ----- | ----- |
| 969   | 1.296 | 1.503 | 1.757 | 1.681 | 1.540 | 1.379 |

График промене броја становника у току последњих година